# Razor (Band)
Razor ist eine Thrash-Metal-Band aus Guelph, Ontario (Kanada), die im Jahre 1984 gegründet wurde.

## Geschichte
Razor wurde im Jahre 1984 von Dave Carlo (E-Gitarre), Stace „Sheepdog“ McLaren (Gesang), Mike Campagnolo (E-Bass) und Mike „M-Bro“ Embro (Schlagzeug) gegründet. Noch im selben Jahr veröffentlichten sie die erste EP Armed and Dangerous, die von den Mitgliedern selbst finanziert wurde und zudem auf 1200 Kopien begrenzt war. Durch den Erfolg der EP wurde das kanadische Label Attic Records auf die Band aufmerksam, was schließlich zu einem Vertrag mit der Band führte. Kurz nach dem Inkrafttreten dieses Vertrages, wurde das erste Album Executioner’s Song im Jahre 1985 veröffentlicht. Der Großteil des Albums wurde schon während der Aufnahmen zu Armed and Dangerous geschrieben. Noch im selben Jahr veröffentlichten sie ein weiteres Album namens Evil Invaders. Zudem spielten sie nun auf Konzerten zusammen mit Bands wie Slayer, Motörhead und Venom. Auch wurde ein Musikvideo für den Titeltrack des Albums erstellt, welches auf MTV (USA) und MuchMusic (Kanada) ausgestrahlt wurde.
Im Jahre 1986 wurde das nächste Album Malicious Intent veröffentlicht. Nach dieser Veröffentlichung trennte sich die Band von ihrem Label. Im nächsten Jahr veröffentlichten sie das nächste, experimentelle Album Custom Killing, welches von der Band selbst finanziert wurde. Da sich unterschiedliche Meinungen in der Band bildeten, wie es mit derselbigen weiter gehen sollte, trennten Gitarrist Dave Carlo und Stace McLaren sich schließlich von Bassisten Campagnolo und Schlagzeuger Embro.
Für das im Jahre 1988 erschienene Album Violent Restitution stießen Daves Bruder Adam Carlo (Bass) und Rob Mills (Schlagzeug) zur Band. Violent Restitution war das letzte Album für Sänger McLaren vor seinem Ausstieg. Seine Position übernahm Bob Reid aus London (Ontario), vorher Sänger und Gitarrist bei der Band SFH.
Im Jahre 1990 veröffentlichten sie das Album Shotgun Justice. Die Band spielte auf kleineren Shows zusammen mit Bands wie Sacrifice und Disciples of Power. Durch einen Unfall war es Rob Mills später nicht mehr möglich, seine Position bei Razor auszuüben. Dave Carlo entschied sich dafür einen Schlagzeug-Synthesizer als Ersatz für Mills zu benutzen, sodass im Jahre 1991 Open Hostility erschien. Die wachsende Grunge-Bewegung in Nord-Amerika führte zu einem Desinteresse am Thrash Metal und der Band, sodass das letzte Konzert der Band am 2. Februar 1992 gespielt wurde. Bob Reid konzentrierte sich wieder auf SFH, während sich Dave Carlo pausierte.
1994 veröffentlichte die Band Exhumed, eine Kompilation aus ihren vorherigen Werken.
1996 begannen die Mitglieder mit den Plänen die Band wieder zu vereinen, mit dem Resultat, dass Decibels im Jahre 1997 bei Hypnotic Records veröffentlicht wurde. Rich Oosterbosch übernahm hierbei diesmal den Posten den Schlagzeugers.

## Stil
Charakteristisch für die Band sind die einfache Struktur der Lieder sowie die eingängigen Riffs und Soli und der aggressive Gesang.  Der Klang der Lieder wird als "aggressiv" und "schwer" beschrieben. Im Metal Hammer vergab Tom Lubowski 4,5 von 7 Punkten für das Album Cycle Of Contempt und urteilte: "CYCLE OF CONTEMPT ist sicher kein zweites VIOLENT RESTITUTION (1988), aber trotzdem vereint es alle Trademarks, für die man Razor liebt: Schnelle, zackige Thrash-Riffs ohne Schnörkeleien, bellender Gesang und eine ordentliche Portion Hardcore Punk-Rotzigkeit – nur eben leider nicht mehr auf dem Weltklasse-Niveau, für das die Band in den Achtziger Jahren bekannt war."

## Diskografie
- 1984: Escape the Fire (Eigenveröffentlichung)
- 1984: Armed and Dangerous (EP, Voice Records)
- 1985: Executioner’s Song (Album, Unidisc)
- 1985: Evil Invaders (Album, Unidisc)
- 1986: Malicious Intent (Album, Unidisc)
- 1987: Custom Killing (Album, Fist Fight Rec.)
- 1988: Violent Restitution (Album, SPV)
- 1990: Shotgun Justice (Album, Fringe Rec.)
- 1991: Open Hostility (Album, Fringe Rec.)
- 1994: Exhumed (Kompilation, Steamhammer)
- 1997: Decibels (Album, Hypnotic Records)
- 2016: Live! Osaka Saikou (Live-Album, High Roller Records)
- 2022: Cycle of contempt (Album, Relapse Records)